# Hadron
Cet article possède un paronyme, voir Hardon.

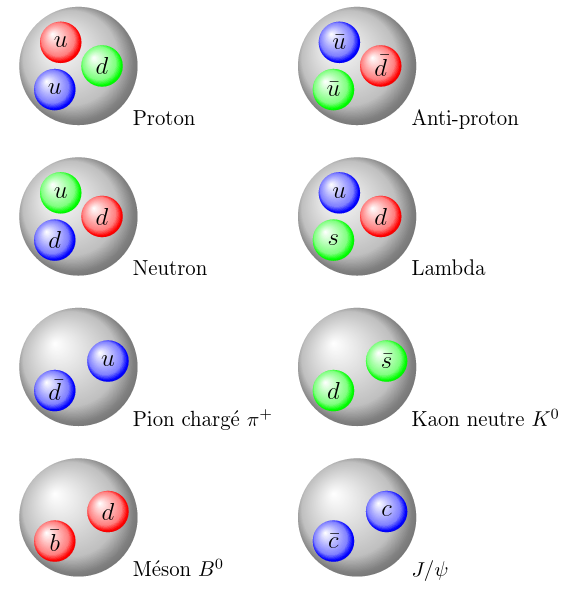
Contenu en quarks de quelques hadrons.

En physique des particules, un hadron est une particule composite, composée de particules subatomiques régies par l'interaction forte. Par exemple, les protons ou les neutrons sont des hadrons.

## Composition
Dans le modèle standard de la physique des particules, les hadrons sont composés de quarks, d'anti-quarks et de gluons. Les particules constituant un hadron ont été appelées de manière générique partons, terme en désuétude à ce jour. Les gluons sont les vecteurs de l'interaction forte qui maintient les quarks ensemble pour former le hadron.
L'essentiel de la masse d'un hadron (1 GeV/c2 pour un proton) provient de l'énergie des gluons qui maintiennent les quarks ensemble, et pas des quarks (environ une dizaine de MeV/c2 pour le cas du proton).
Les quarks (ou antiquarks) présents dans le hadron tout le long de son existence sont appelés quarks de valence, à l'opposé des particules (paires quark-antiquark et gluons) qui apparaissent et disparaissent en permanence dans le hadron, du fait de la mécanique quantique, et qui sont appelées particules virtuelles.

## Classification

Classification des hadrons et lien avec les autres particules, bosons et fermions.

Les hadrons communs sont classés selon leurs constituants en différentes sous-familles :
- les baryons, constitués de trois quarks. Ils sont aussi appelés hadrons fermioniques. On cite le proton, l'anti-proton, le neutron et le lambda[1]. Par exemple, un proton est composé de deux quarks up et un quark down. Leur charge de couleur évolue dynamiquement par l'échange de gluons qui est une particule élémentaire tout comme les quarks.
- les mésons, constitués d'une paire quark-antiquark. Ils sont aussi appelés hadrons bosoniques. On cite le pion chargé π+, le kaon neutre K0, le méson B0 et le J/Ψ[1].

Dans les années 1960[réf. nécessaire], les théoriciens ont imaginé d'autres formes de hadrons non encore observés et dénommés hadrons exotiques, composés de plus que trois quarks et incluant des quarks ou antiquarks charmés ou étranges. En moins de dix ans, les collaborations ATLAS, CMS et LHCb ont découvert au LHC 59 nouveaux hadrons, comportant 2, 3, 4 ou 5 quarks, la plupart exotiques.

## Résonances hadroniques
Comme les hadrons sont des particules composites, ils peuvent aussi exister sous des états excités que l'on appelle résonances hadroniques. Un grand nombre de ces états excités ont été observés pour chacun des types de hadrons. Ces états s'estompent rapidement (en quelque 10−24 s), par l'interaction forte.

## Hadronthérapie
L'hadronthérapie est une technique de radiothérapie utilisant des flux d'ions légers de haute énergie (protons et ions carbone, principalement) au lieu de photons, pour le traitement de tumeurs. Ces ions présentent deux avantages sur les photons largement utilisés en radiothérapie classique :
- ils ont une très bonne balistique, et permettent un ciblage très précis ;
- ils déposent un maximum d’énergie en fin de parcours (pic de Bragg) ;
- quand il s'agit d'ions carbone, l'efficacité en termes de destruction des cellules tumorales est — à dose égale — très supérieure à celle des photons ou des protons.

Ces avantages nécessitent en contrepartie un contrôle plus efficace.